# Смарди-Гурне
Смарди-Гурне (пол. Smardy Górne, нім. Ober Schmardt) — село в Польщі, у гміні Ключборк Ключборського повіту Опольського воєводства.
Населення — 402 особи (2011).

## Демографія
Демографічна структура станом на 31 березня 2011 року:
|          | Загалом | Допрацездатний вік | Працездатний вік | Постпрацездатний вік |
| -------- | ------- | ------------------ | ---------------- | -------------------- |
| Чоловіки | 211     | 48                 | 136              | 27                   |
| Жінки    | 191     | 40                 | 114              | 37                   |
| Разом    | 402     | 88                 | 250              | 64                   |